# Sphaerodactylus ramsdeni
Espèce
Sphaerodactylus ramsdeni est une espèce de geckos de la famille des Sphaerodactylidae.

## Répartition
Cette espèce se rencontre à Cuba et en Jamaïque.

## Philatélie
Cette espèce a été représentée sur un timbre de Cuba en 1994.

## Étymologie
Cette espèce est nommée en l'honneur de Charles Theodore Ramsden.

## Publication originale
- Ruibal, 1959 : A new species of Sphaerodactylus from Oriente, Cuba. Herpetologica, vol. 15, n. 2, p. 89-93.